# Great Wall Hover
Le Great Wall Hover est un SUV, vendu actuellement en tant que Great Wall Haval H3 ou Great Wall Haval H5. Il emprunte la carrosserie à l'Isuzu Axiom.